# Cọ dầu
Cọ dầu hay còn gọi dừa dầu (danh pháp khoa học: Elaeis guineensis) là loài thực vật có hoa thuộc họ Arecaceae. Cây cọ dầu Châu Phi có họ hàng gần là E. Oleifera và một loài cọ có họ hàng xa hơn là Attalea maripa cũng được sử dụng để sản xuất dầu cọ. Nó có nguồn gốc ở phía tây và tây nam châu Phi, đặc biệt là khu vực giữa Angola và Gambi, nó được Jacq mô tả khoa học đầu tiên năm 1763

## Mô tả
Cây thân sợi gỗ thuộc nhóm thân cau Dừa, cao từ 30-40m nếu không bị khai thác, cây <3 năm tăng trưởng khá chậm chủ yếu củng cố dinh dưỡng ở tán lá và đường kính gốc, nhưng >3 năm tốc độ vươn cao rất nhanh chóng. Cọ dầu để lại cuống bẹ trên thân. Lá dài 7 - 8m, thuộc loại lá xẻ thùy lông chim tận gân. Cuống tàu lá thường có gai. Lá thứ cấp (thùy xẻ) thường dài 0,5-1m rộng 5 cm. Mỗi cây cọ dầu ít hơn 10 năm thường sinh ra mỗi năm khoảng 30 tàu lá (nhánh lá), đối với cây trên 10 năm thường sinh ra 20 tàu lá mỗi năm, tàu lá cọ dầu ra theo từng đợt, trong 3 tháng cách 1 tháng tàu lá cọ dầu sẽ sinh ra 10 tàu trong vòng 3 tháng (10 ngày/1 tàu lá), cây trên 10 năm giảm xuống còn (10 tàu/6 tháng). Đến lúc này này tốc độ phát triển sẽ chậm dần. Cọ dầu là loài cây có hoa đơn tính cùng gốc, có buồng hoa đực và buông hoa cái là khác biệt nhau nhưng nằm cùng trên một cây. Hoa đơn lẻ, thường mẫu 3, có 3 cánh đài hoa, 3 cánh tràng hoa. Quả chín thu hoạch sau 5-6 tháng, có màu đỏ, chứa nhiều dầu và chất béo.

## Phân bố và sử dụng
Cọ dầu có nguồn gốc nhiệt đới châu Phi, được nhập trồng thành công ở nhiều nơi trên thế giới trong các vùng nhiệt đới hoặc cận nhiệt đới có vĩ độ nhỏ hơn 20 ở cả hai bán cầu. Cây được nhập trồng vào Đông Nam Á lần đầu tiên năm 1848 ở đảo Java bởi những người Hà Lan. Tác dụng chính của cọ dầu là lấy dầu dùng trong chế biến thực phẩm hoặc công nghệ in, giặt tẩy. Ngoài ra với thân hình trụ thẳng, lá xanh quanh năm cọ dầu còn được sử dụng làm cây trồng cảnh quan, lấy bóng mát, chống xói mòn (sạt lở), chắn gió ở các khu vực nhiệt đới.

## Hình ảnh

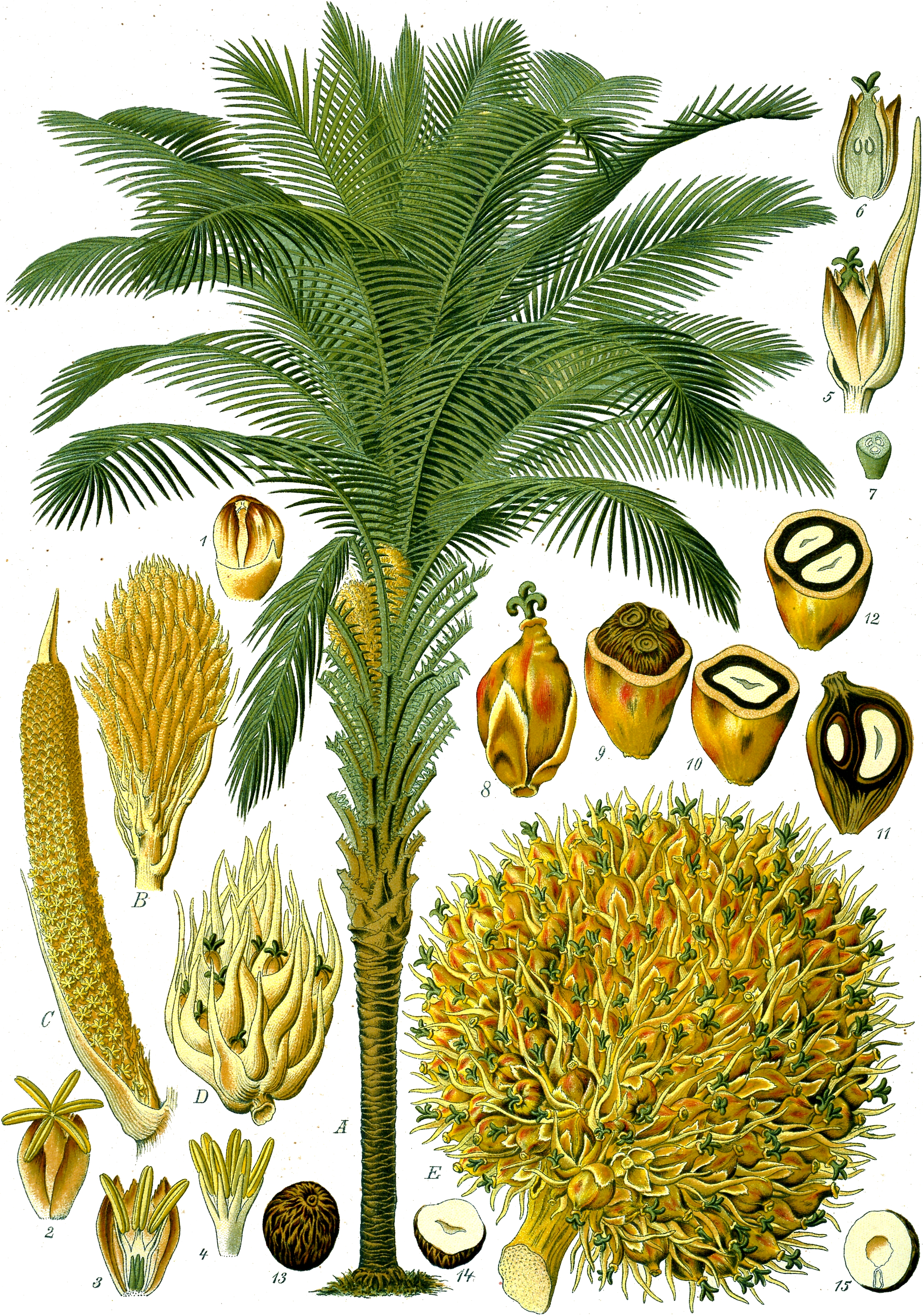
Hình ảnh minh họa
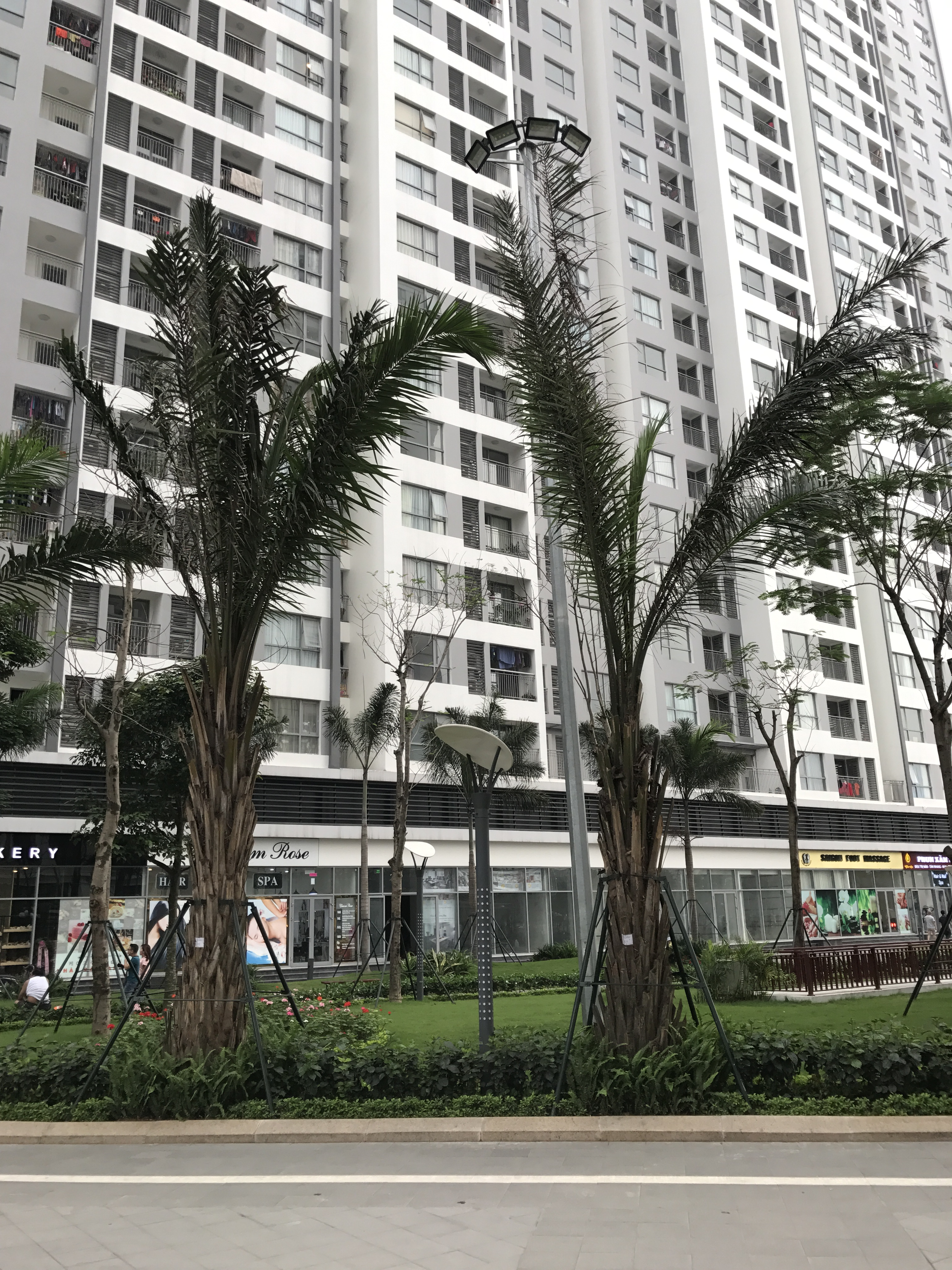
Cọ dầu dọc đường phố
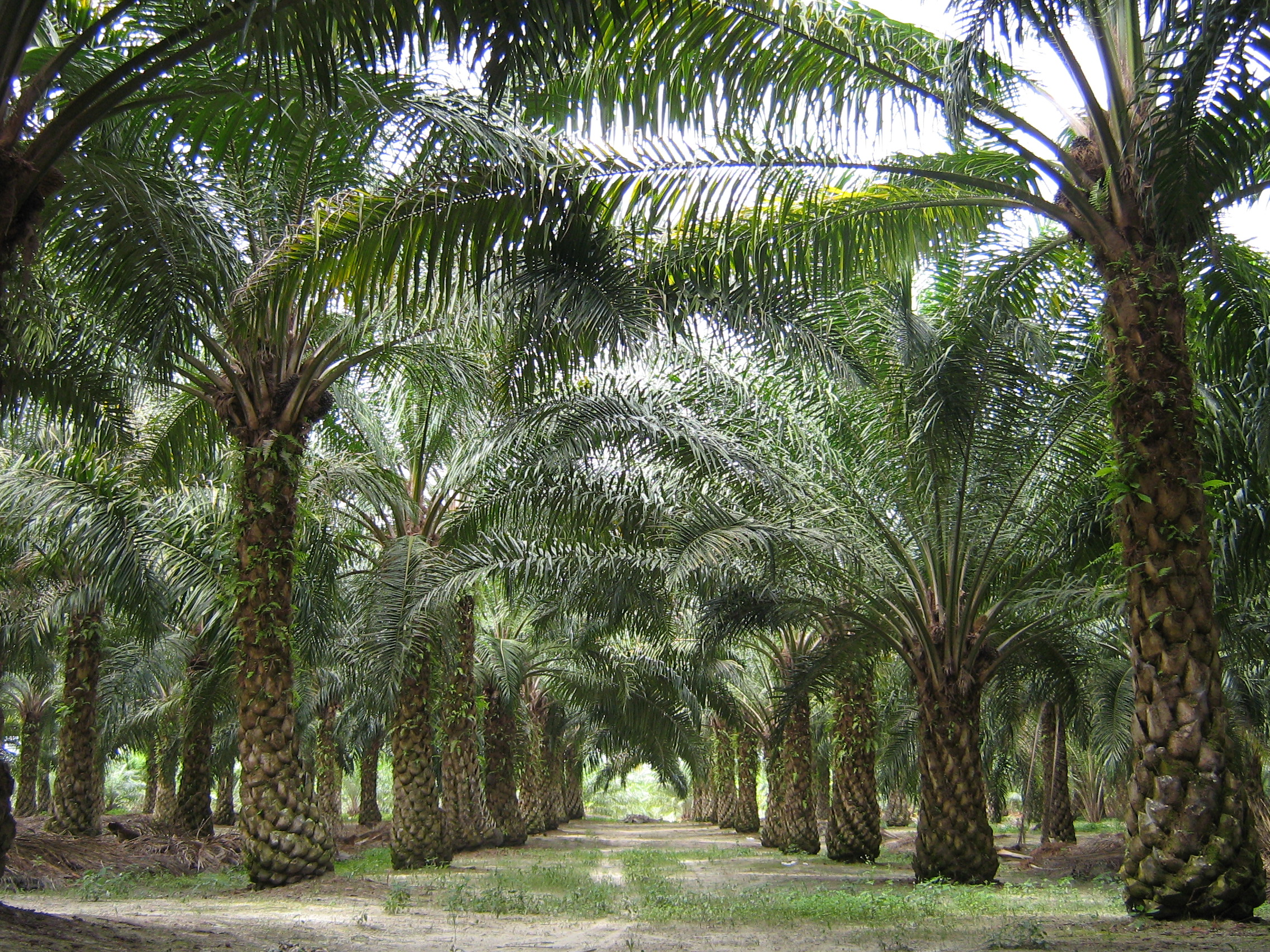
Đồn điền cọ dầu
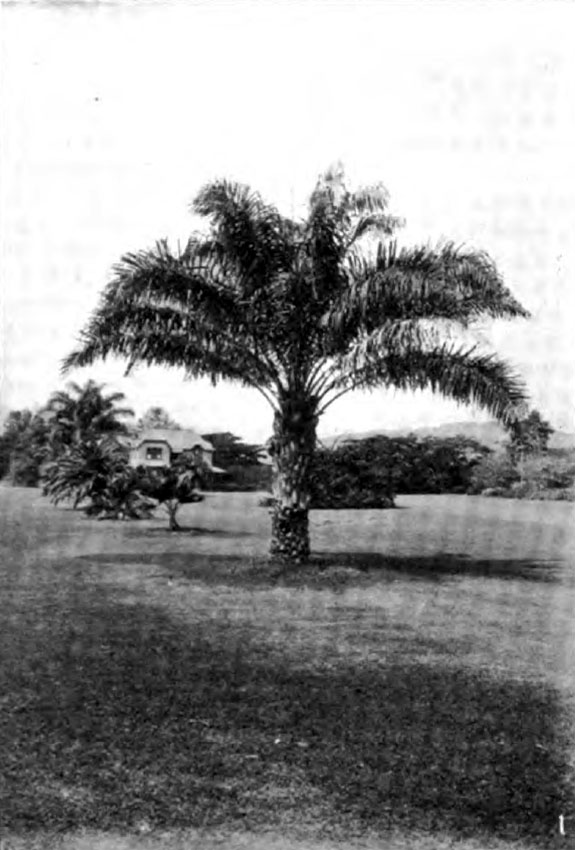

 Một cây cọ dầu giữa bãi cỏ